# Basarab I de Valàquia
Basarab I, també conegut com Basarab el Fundador (en romanès: Basarab Întemeietorul; c. 1270 – 1351/1352), va ser un voivoda i més tard el primer governant independent de Valàquia que va viure a la primera meitat del segle XIV . Molts detalls de la seva vida són incerts. Segons dues teories populars, Basarab va arribar al poder entre 1304 i 1324 en destronar o succeint pacíficament al llegendari fundador de Valàquia, Radu Negru, o bé el 1310 en succeir al seu pare, Thocomerius.
Una carta reial emesa el 26 de juliol de 1324 és el primer document que fa referència a Basarab. Segons aquesta carta, Basarab era subjecte de Carles I d'Hongria com a voivoda de Valàquia. El 1325, Basarab es va convertir en "deslleial a la Santa Corona d'Hongria". Va prendre el Banat de Severin i va fer incursions a les regions meridionals del Regne d'Hongria. Basarab va donar suport a l'atac de Miquel Sisman de Bulgària contra el Regne de Sèrbia (medieval), però els seus exèrcits units van ser derrotats a la batalla de Velbazhd el 28 de juliol de 1330. Poc després, Carles I d'Hongria va envair Valàquia, però els valacs van emboscar les tropes reials a la batalla de Posada, entre el 9 i el 12 de novembre de 1330, gairebé aniquilant tota la força hongaresa, fet que va posar fi a la sobirania hongaresa sobre Valàquia, cosa que permet la fundació del primer principat independent romanès. Els descendents de Basarab van governar Valàquia durant almenys dos segles. La regió de Bessaràbia, situada entre els rius Dnièster i Prut, va rebre el nom de la dinastia Basarab.

## Orígens
Basarab era fill de Thocomerius, segons una carta escrita per Carles I d'Hongria el 1332. La posició social de Thocomerius no es pot determinar. Una hipòtesi erudita afirma que descendia de Seneslau, un senyor valac (romanès) de mitjans del segle XIII. L'historiador Vlad Georgescu escriu que Thocomerius va ser el probable successor de Bărbat, el governant d'⁣Oltènia de finals del segle XIII. L'historiador Tudor Sălăgean diu que Thocomerius era "un potentat local".
El nom de Basarab és d'origen turc. La seva primera part és el participi present del verb bas- ("premer, regir, governar"); la segona part coincideix amb el títol honorífic turc aba o oba ("pare, parent gran"), que es pot reconèixer en noms cumans, com Terteroba, Arslanapa i Ursoba. El nom de Basarab implica que era d'ascendència cumana o petxeneg, però aquesta hipòtesi no s'ha demostrat. Almenys quatre cartes reials del segle XIV es refereixen a Basarab com a valac. Carles I d'Hongria es va referir a ell com "Basarab, el nostre valac deslleial" l'any 1332.
El papa Joan XXII es va dirigir a Basarab com a "príncep catòlic devot" en una carta escrita l'1 de febrer de 1327. El mateix dia, el papa va enviar cartes similars a Carles I d'Hongria i als seus alts funcionaris, entre els quals Thomas Szécsényi, el voivoda de Transsilvània, i Mikcs Ákos, el ban d'Eslavònia, demanant-los que recolzessin les accions dels dominics contra els "heretges". Segons l'erudit Neagu Djuvara, aquesta correspondència amb la Santa Seu demostra que Basarab era catòlic, la qual cosa també testimonia l'origen cuman de Basarab, perquè els cumans havien estat batejats segons el ritu catòlic. Els historiadors Matei Cazacu i Dan Mureșan rebutgen la teoria de Djuvara, dient que totes les altres fonts demostren que Basarab era un ortodox oriental. Per exemple, la Crònica Il·luminada, acabada a finals de la dècada de 1350, es referia a Basarab com a "pèrfid cismàtic".

## Regnat

### Voivodade Carles I
Els detalls sobre l'ascensió de Basarab són poc clars. Les primeres cròniques romaneses atribueixen l'establiment de Valàquia al llegendari Radu Negru. Segons les cròniques valaques del segle xvii, Radu Negru, després de partir de Făgăraș, va arribar a Valàquia el 1290 o el 1292, acompanyat de "molts pobles". Una d'aquestes cròniques, Istoria Țării Românești, afirma que "Basarab" era el cognom d'una família de boiars oltès, que va acceptar la sobirania de Radu Negru després del seu "desmuntatge". L'historiador Neagu Djuvara associa provisionalment Basarab (o, alternativament, el pare de Basarab) amb Radu Negru; Laurențiu Rădvan escriu que Basarab va destronar o va succeir pacíficament a Radu Negru entre 1304 i 1324. Altres historiadors, com Vlad Georgescu, afirmen que Basarab va succeir al seu pare, Thocomerius, cap al 1310.
Basarab va ser esmentat per primera vegada en una carta reial emesa per Carles I d'Hongria el 26 de juliol de 1324, en la qual era descrit com "el nostre voivoda de Valàquia". Això demostra que Carles I considerava Basarab com un vassall lleial en aquella època. L'historiador István Vásáry afirma que Basarab només va acceptar la sobirania de Carles després que el rei va restaurar l'autoritat reial al Banat de Severin, una província fronterera hongaresa, el 1321. A canvi de la seva lleialtat, es va confirmar la possessió de Basarab del Fort Severin, segons els historiadors Tudor Sălăgean i Attila Bárány.

### Cap a la independència

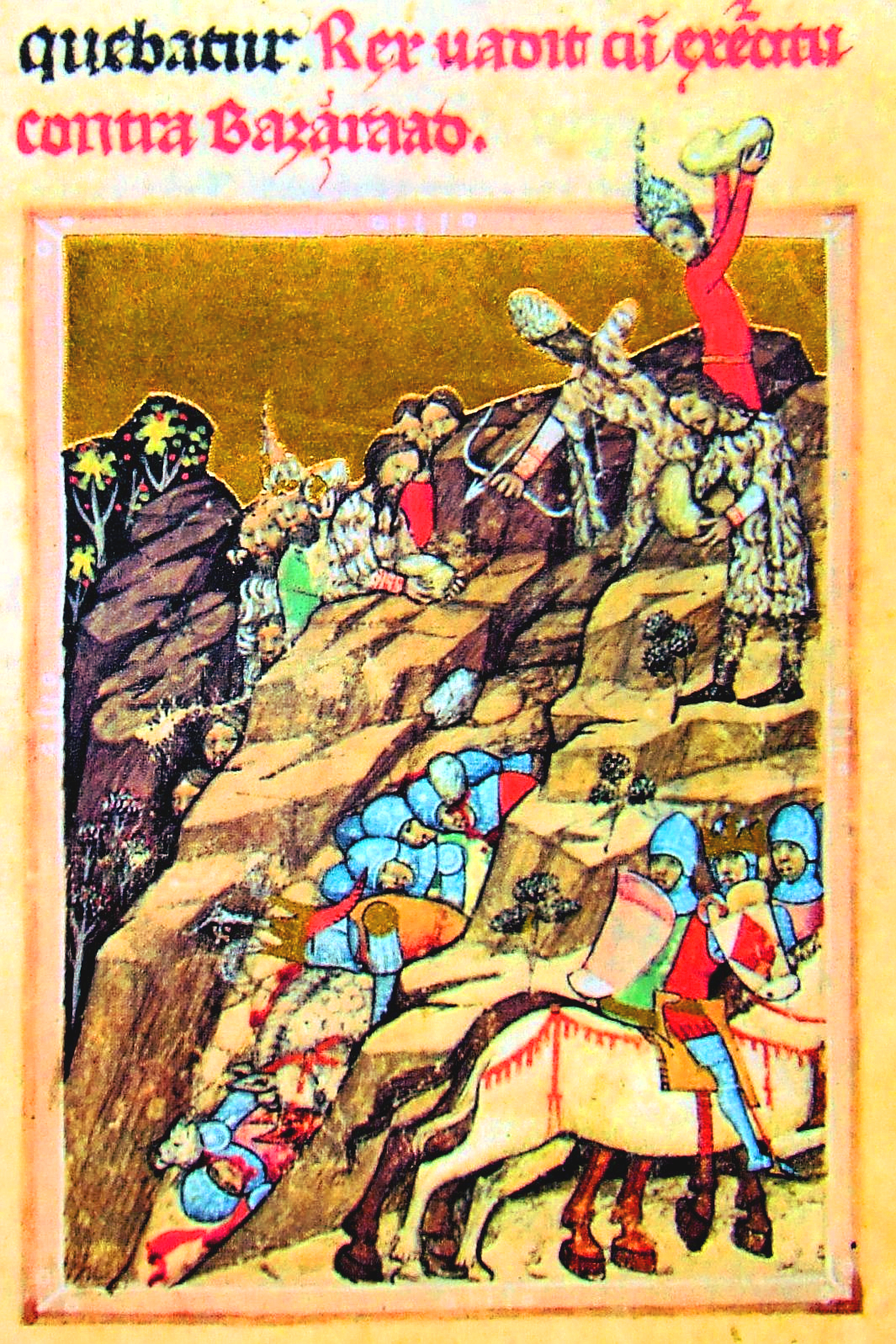
La batalla de Posada (còpia vienesa de la Crònica il·luminada hongaresa)

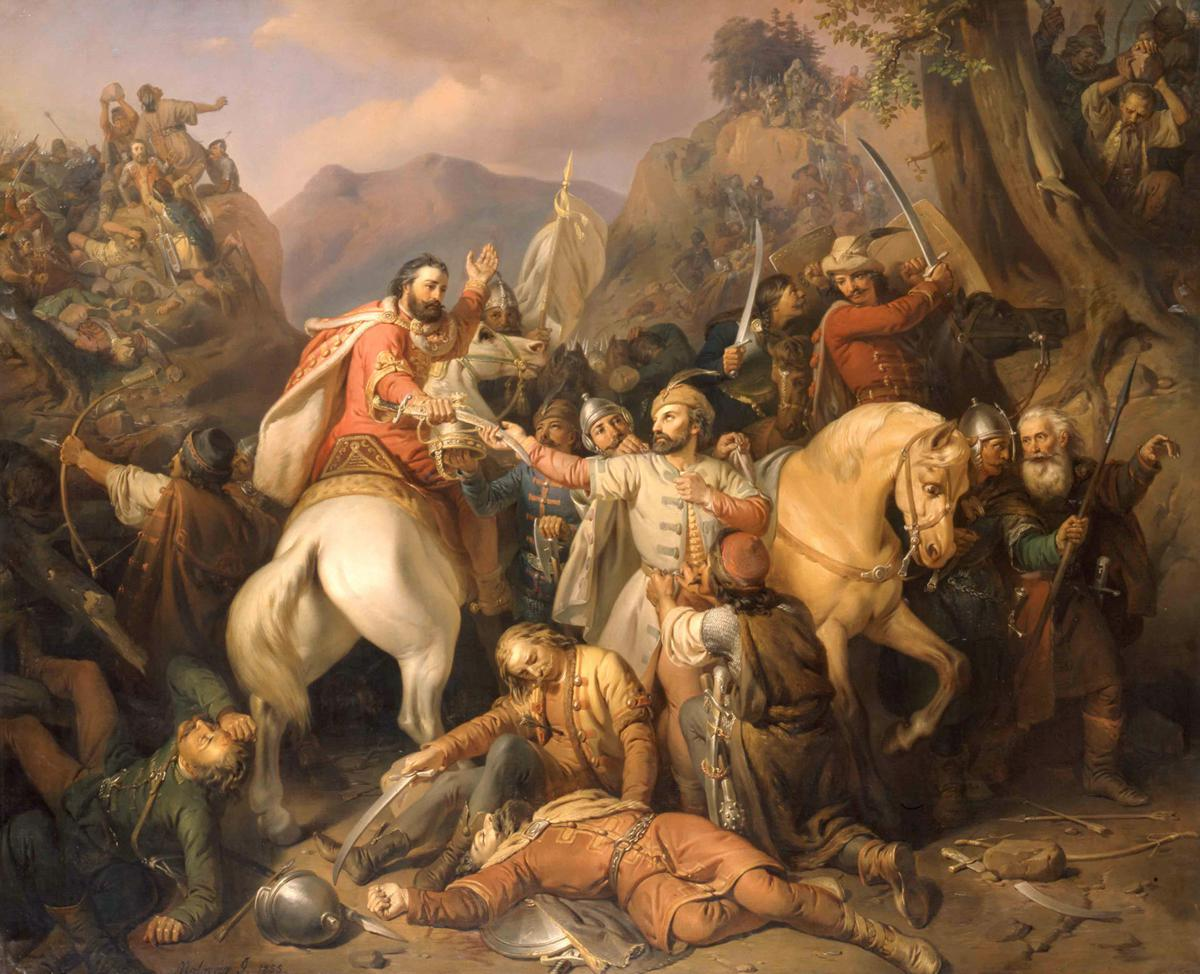
El rei Carles I fugint de la batalla de Posada

Una carta reial datada el 18 de juny de 1325 registra que una persona anomenada Esteve, que era fill d'un ispán cuman a Hongria, va declarar que el rei era més feble que Basarab i "ni tan sols li arribava fins al turmell". La mateixa carta descriu Basarab com "deslleial a la Santa Corona d'Hongria", mostrant que Basarab havia traït la corona. Una carta reial de 1329 enumerava Basarab, juntament amb els búlgars, els serbis i els tàrtars, com un enemic que "[va fer] incursions hostils" al voltant de Mehadia. Basarab sembla haver controlat completament el Banat de Severin entre 1324 i 1330, ja que les cartes reials no esmentaven un Ban de Severin durant aquest període. En una carta escrita l'any 1327, el papa Joan XXII al·ludia als "territoris del Regne d'Hongria que estaven sotmesos" a Basarab.
Miquel III Shishman, tsar de Bulgària, va atacar Sèrbia el 1330. Anava acompanyat per "el governant dels Yas", juntament amb les tropes auxiliars valaques i "tàrtars negres". Segons fonts sèrbies i una carta escrita per Esteve Dušan, que es va convertir en rei de Sèrbia el 1331, Basarab va dirigir personalment el seu exèrcit a Sèrbia per ajudar Shishman. Els serbis van derrotar l'exèrcit unit de Michael Shishman i els seus aliats a la batalla de Velbazhd el 28 de juliol de 1330. Shishman va morir mentre fugia del camp de batalla.
Aprofitant l'estat afeblit dels aliats de Basarab, Carles I d'Hongria va decidir restablir la seva sobirania a Valàquia. Segons una carta reial emesa dos anys després dels fets, Carles volia recuperar "les terres marginals" que Basarab tenia "il·legalment" a Valàquia. Va envair Oltènia, va capturar el fort de Severin i va nomenar Denis Szécsi ban de Severin el setembre de 1330. Segons la Crònica Il·luminada, Basarab va oferir 7.000 "marcs de plata" com a compensació, juntament amb un tribut anual al rei. També va prometre enviar un dels seus fills a la cort reial de Visegrád.
Tanmateix, Carles I va rebutjar l'oferta de Basarab, dient que "és el pastor de les meves ovelles, i l'arrossegaré per la barba des del seu cau". Carles va continuar la seva campanya, però ell i els seus soldats van patir fam mentre marxaven cap a Curtea de Argeș per una regió poc poblada. Carles es va veure obligat a signar un armistici amb Basarab, i l'exèrcit reial va començar a retirar-se de Valàquia. El 9 de novembre, però, els valacs van emboscar al rei i als seus soldats en un pas estret als Carpats meridionals. Dempeus als penya-segats sobre la vall, els valacs van llançar fletxes i pedres sobre l'exèrcit. La batalla va durar fins al 12 de novembre. L'exèrcit reial va ser delmat, i el rei Carles va escapar per poc. L'historiador Sălăgean escriu que Basarab va repel·lir la invasió de Carles sense l'ajuda dels seus aliats. Una carta escrita el 1351 per Lluís I, fill i successor de Carles, afirma que "els veïns i una tropa formada per altres súbdits infidels" pagans a Carles van donar suport a Basarab durant la guerra, suggerint que els auxiliars tàtars van lluitar per Basarab. Tanmateix, la credibilitat de l'informe, escrit dècades després dels fets, és incerta.

### Governant independent

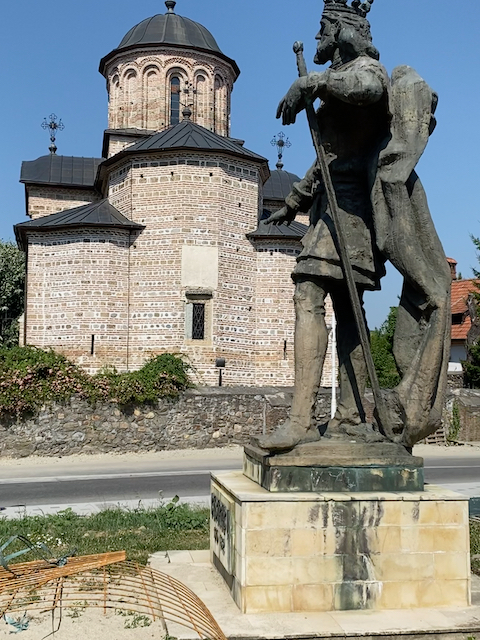
Estàtua de Basarb I amb l'església de Sant Nicolau de Curtea de Argeș al fons

Les investigacions arqueològiques mostren que després que la seva capital, Curtea de Argeș, fos destruïda durant la campanya de Carles I, Basarab va traslladar la seva seu a Câmpulung. La victòria de Basarab a la batalla de Posada va permetre la introducció d'una política exterior activa. Va abonar els esforços del seu gendre, Ivan Alexander, per apoderar-se de la corona búlgara, cosa que va fer el febrer de 1331. Amb el suport de Basarab, Ivan Alexandre va fer campanya amb èxit contra l'⁣Imperi Romà d'Orient el 1331 i el 1332. Segons Sălăgean, Basarab suposadament va prendre possessió del fort de Severin a principis de la dècada de 1330.

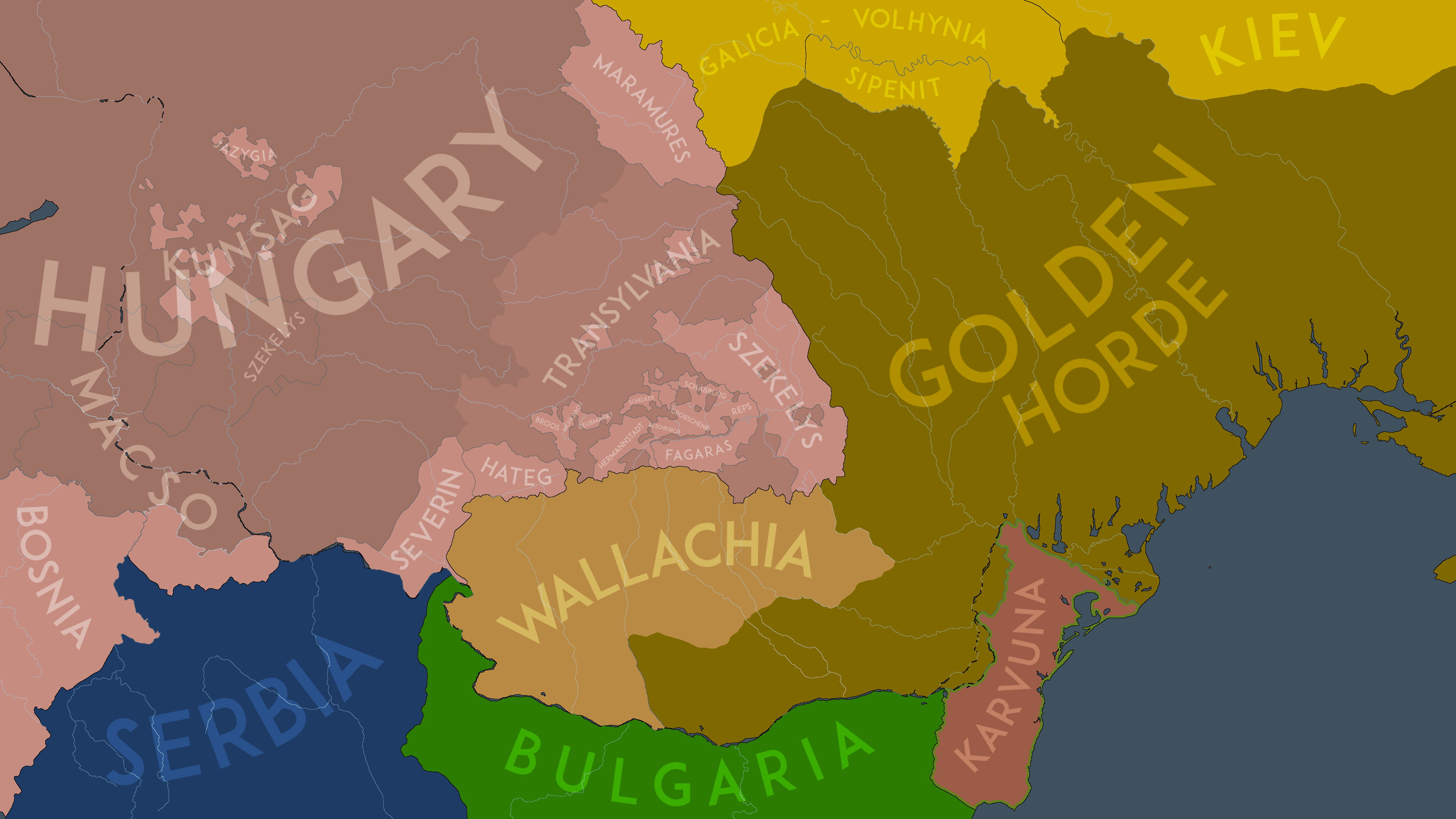
L'Espai Carpato-Danubio-Pòntic l'any 1330 dC, després de la Batalla de Posada.

La reconstrucció de Curtea de Argeș va començar després de 1340, amb l'aixecament de noves fortificacions i un nou palau. La construcció de l'⁣Església Príncep de Sant Nicolau a Curtea de Argeș també va començar durant el govern de Basarab, però es va completar després de la seva mort. Basarab sembla haver fet el seu fill, Nicholas Alexander, el seu cogovernant cap al 1344. Lluís I d'Hongria, que havia succeït Carles I el 1342, va marxar cap al sud-est de Transsilvània l'estiu de 1344. Per evitar una campanya contra Valàquia, Nicolau Alexandre va visitar Lluís I i li va jurar lleialtat, segons la crònica gairebé contemporània de Joan de Küküllő. Les tropes valaques van donar suport a l'atac d'⁣Andrew Lackfi contra els mongols el 1345, segons una crònica valaca, però l'historiador Victor Spinei rebutja aquest informe. Segons una carta del seu net, Vladislav I Vlaicu, Basarab va morir l'any 6860 del calendari romà d'Orient, que és l'any 1351 o 1352 dC.

## Família
Un díptic de Câmpulung conté una referència a "Io Basarab voivode i la seva dona, Marghita". Tot i que el díptic (que va ser revisat i renovat el 1710) pot contenir un error d'escriba, els historiadors tendeixen a acceptar que l'esposa de Basarab es deia Marghita (de Margarida). Segons el folklore de Valàquia, Marghita era l'esposa catòlica del llegendari fundador de Valàquia, Radu Negru. Se li va dir que havia erigit una església catòlica a Câmpulung i es va suïcidar després que l'església fos destruïda per ordre del seu marit.
En la seva carta sobre la batalla de Velbazhd, Stephen Dušan va esmentar que Basarab era "el sogre del tsar Alexandre de Bulgària", mostrant que la filla de Basarab, Teodora, era l'esposa d'⁣Ivan Alexandre de Bulgària. L'historiador Vásáry afirma que Basarab la va casar amb Ivan Alexandre cap al 1323 per enfortir la seva aliança amb Bulgària. Va donar a llum fills, però Ivan Alexandre la va abandonar i es va casar amb una jueva convertida, Sarah-Theodora, a la dècada de 1350. El fill i successor de Basarab, Nicolau Alexandre, va interrompre l'aliança de Basarab amb Bulgària.

## Llegat

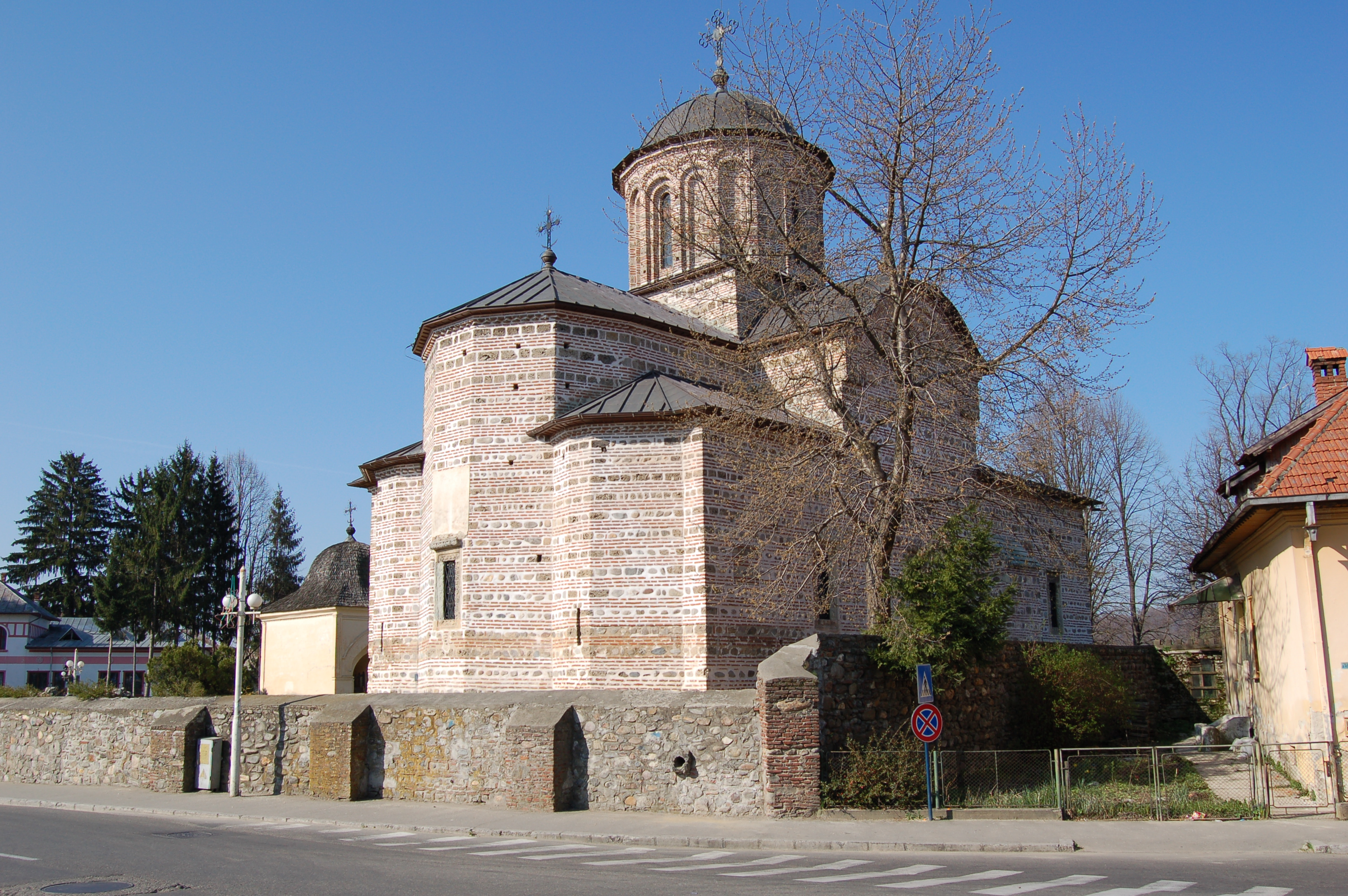
Església Príncep de Sant Nicolau a Curtea de Argeș

La victòria de Basarab a la batalla de Posada va ser un punt d'inflexió en la història de Valàquia. Sălăgean escriu que la victòria "va sancionar la independència de Valàquia respecte de la corona hongaresa" i va alterar el seu estatus internacional. Georgescu descriu Valàquia com el "primer principat romanès independent". Encara que els reis d'Hongria van continuar exigint lleialtat als voivodes de Valàquia, Basarab i els seus successors els van cedir només temporalment al segle xiv.
Els descendents de Basarab van governar Valàquia durant almenys dos segles. Exemples dels seus descendents inclouen Mircea el Vell i Vlad Dràcula. Neagoe Basarab, un membre de la família de boiars Craiovești, va forjar una genealogia per demostrar que era descendent de Basarab, i va adoptar "Basarab" com el seu nom familiar després del seu ascens el 1512.
Des de mitjans del segle xiv, les cròniques búlgares, hongareses, moldaves i sèrbies van utilitzar el nom de "Basarab" quan es referien a Valàquia. A partir del segle següent, la regió del sud de la terra entre els rius Dnièster i Prut va rebre el nom de Bessaràbia. Després que l'⁣Imperi Rus s'annexionés Basaràbia el 1812, la regió va ser rebatejada com a Bessaràbia. La regió forma part actualment de la República de Moldàvia.